# Symmetrische componenten

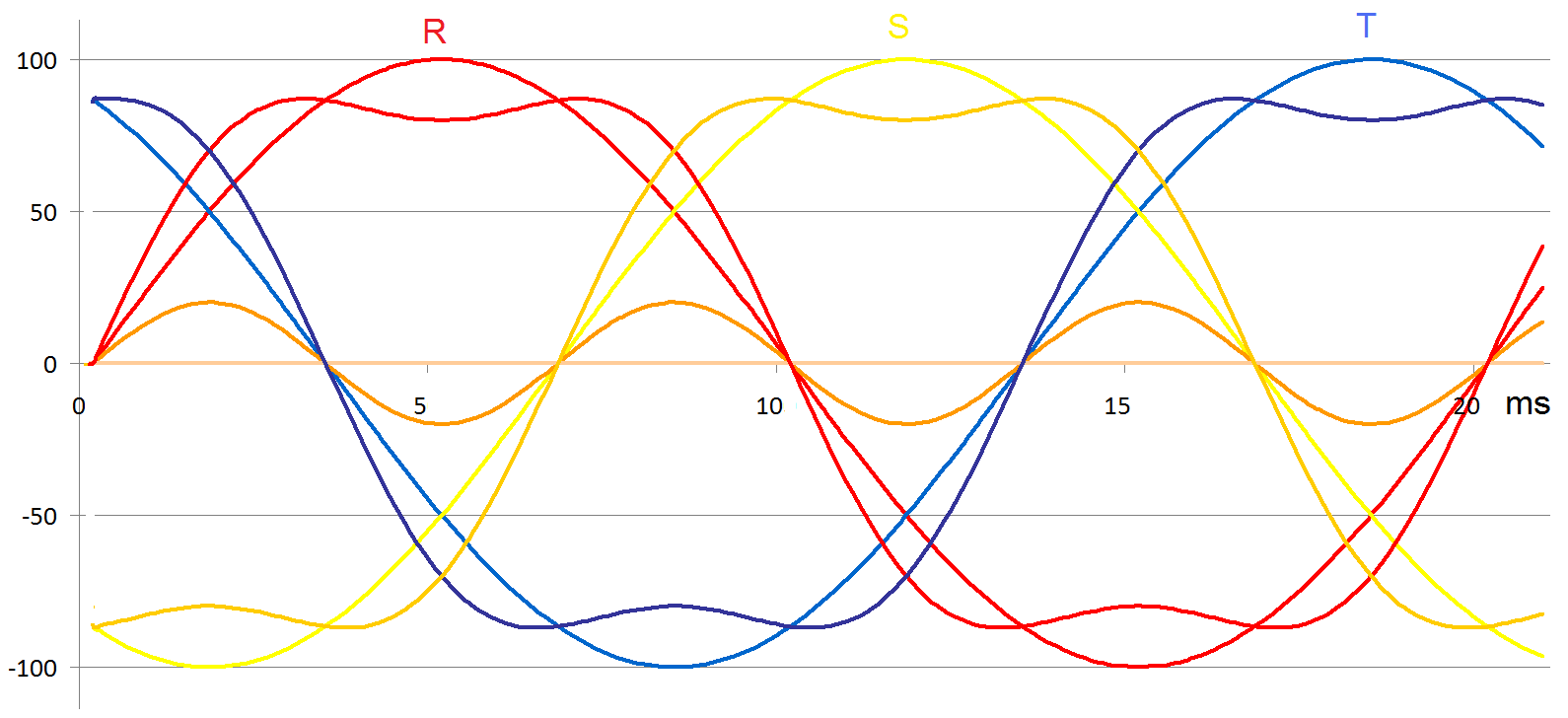
Een driefasennet met 20% harmonische 3; de homopolaire component

De theorie van de symmetrische componenten werd in 1918 door CL Fortescue van Westinghouse uitgevonden en in de jaren 1920 tot 1930 verder ontwikkeld door E Clarke van General Electric, CF Wagner en R Evans van Westinghouse. De theorie van de symmetrische componenten hoort thuis in de elektrotechniek bij de meerfasige wisselstroomnetten, bijvoorbeeld bij de driefasennetten. Elke asymmetrie in een meerfasig wisselstroom systeem met grondfrequentie {\displaystyle f} kan in drie onafhankelijke eenfasige symmetrische componenten worden opgesplitst: het normale, inverse en homopolaire systeem. Elke van deze systemen heeft een bepaalde frequentie, draaizin fase en amplitude. De theorie van de symmetrische componenten wordt gebruikt om de invloed van harmonischen door niet-lineaire belastingen op het net te onderzoeken alsook enkelfasige invloeden zoals kortsluiting en aardsluiting. Behalve het symmetrische componentensysteem zijn er ook andere componentsystemen zoals het diagonale componentsysteem van E Clarke en het twee-assige componentsysteem van PH Park.

## Basis van het symmetrische componentensysteem

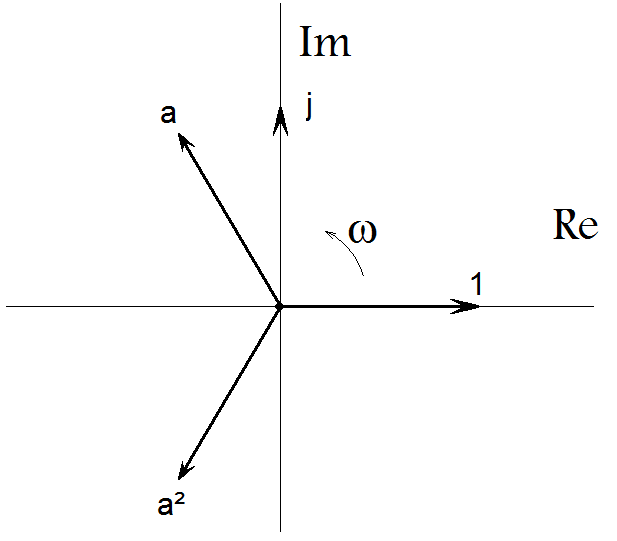
Eigenvectoren 1, en van het symmetrische driefasensysteem

Vertrekkende van drie complexe fasoren van een onsymmetrisch systeem {\displaystyle V_{R},V_{S}} en {\displaystyle V_{T}} die we transformeren naar een symmetrisch driefasig systeem met complexe eigenvectoren 1, {\displaystyle a} en {\displaystyle a^{2}}. Voor de complexe vectoren maken we gebruik van de eulervoorstelling. Te weten dat:
{\displaystyle 1=1}
{\displaystyle a=-{\frac {1}{2}}+{\frac {\sqrt {3}}{2}}\ j}
{\displaystyle a^{2}=-{\frac {1}{2}}-{\frac {\sqrt {3}}{2}}\ j}
Tevens de belangrijke eigenschap van het symmetrische systeem dat
{\displaystyle 1+a+a^{2}=0}

## Transformatie
{\displaystyle V_{R}={\frac {1}{3}}(V_{R}+V_{R}+V_{R})+0+0}
{\displaystyle V_{S}={\frac {1}{3}}(V_{S}+V_{S}+V_{S})+0+0}
{\displaystyle V_{T}={\frac {1}{3}}(V_{T}+V_{T}+V_{T})+0+0}
Aangezien 1 + a + a² = 0:
{\displaystyle V_{R}={\frac {1}{3}}(V_{R}+V_{R}+V_{R})+{\frac {1}{3}}(V_{S}+aV_{S}+a^{2}V_{S})+{\frac {1}{3}}(V_{T}+aV_{T}+a^{2}V_{T})}
{\displaystyle V_{S}={\frac {1}{3}}(V_{S}+V_{S}+V_{S})+{\frac {1}{3}}(V_{R}+aV_{R}+a^{2}V_{R})+{\frac {1}{3}}(V_{T}+aV_{T}+a^{2}V_{T})}
{\displaystyle V_{T}={\frac {1}{3}}(V_{T}+V_{T}+V_{T})+{\frac {1}{3}}(V_{R}+aV_{R}+a^{2}V_{R})+{\frac {1}{3}}(V_{S}+aV_{S}+a^{2}V_{S})}
Herschikken van de termen geeft:
{\displaystyle V_{R}={\frac {1}{3}}(V_{R}+V_{S}+V_{T})+{\frac {1}{3}}(V_{R}+aV_{S}+a^{2}V_{T})+{\frac {1}{3}}(V_{R}+a^{2}V_{S}+aV_{T})}
{\displaystyle V_{S}={\frac {1}{3}}(V_{R}+V_{S}+V_{T})+{\frac {1}{3}}a^{2}(V_{R}+aV_{S}+a^{2}V_{T})+{\frac {1}{3}}a(V_{R}+a^{2}V_{S}+aV_{T})}
{\displaystyle V_{T}={\frac {1}{3}}(V_{R}+V_{S}+V_{T})+{\frac {1}{3}}a(V_{R}+aV_{S}+a^{2}V_{T})+{\frac {1}{3}}a^{2}(V_{R}+a^{2}V_{S}+aV_{T})}
Elke fasor van het onsymmetrische systeem VR, VS en VT kan bijgevolg worden geschreven als een som van de vectoren {\displaystyle \scriptstyle {\frac {1}{3}}(V_{R}+V_{S}+V_{T})}, {\displaystyle \scriptstyle {\frac {1}{3}}(V_{R}+aV_{S}+a^{2}V_{T})} en {\displaystyle \scriptstyle {\frac {1}{3}}(V_{R}+a^{2}V_{S}+aV_{T})}. Daarom definiëren we:
{\displaystyle V_{R0}={\frac {1}{3}}(V_{R}+V_{S}+V_{T})} Zero sequent of homopolair
{\displaystyle V_{Rp}={\frac {1}{3}}(V_{R}+aV_{S}+a^{2}V_{T})} Positive sequent of direct
{\displaystyle V_{Rn}={\frac {1}{3}}(V_{R}+a^{2}V_{S}+aV_{T})} Negative sequent of invers
Bijgevolg vinden we voor VS:
{\displaystyle V_{S0}=V_{R0}}
{\displaystyle V_{Sp}=a^{2}V_{Rp}} dus 240° gedraaid t.o.v. VRp
{\displaystyle V_{Sn}=aV_{Rn}} dus 120° gedraaid t.o.v. VRn
En voor VT:
{\displaystyle V_{S0}=V_{R0}=V_{T0}}
{\displaystyle V_{Tp}=aV_{Rp}}
{\displaystyle V_{Tn}=a^{2}V_{Rn}}
Hieruit volgt dan dat:
{\displaystyle V_{R}=V_{R0}+V_{Rp}+V_{Rn}}
{\displaystyle V_{S}=V_{R0}+a^{2}V_{Rp}+aV_{Rn}}
{\displaystyle V_{T}=V_{R0}+aV_{Rp}+a^{2}V_{Rn}}

## Directe component ofpositive-sequent
Het normale systeem heeft dezelfde draairichting als de grondfrequentie {\displaystyle f}, tegen de wijzers van de klok. Uiteraard is de snelheid van het draaiveld groter. In een driefasig systeem zijn de directe componenten van harmonische 3n−2 dus 1, 7, 13, 19, ...

## Homopolaire component ofzero-sequence
De homopolaire componenten zijn allemaal in fase. De homopolaire componenten in een driefasig systeem zijn oneven en veelvouden van de derde harmonische dus 3,9,15,21,... Het feit dat de homopolaire component in de drie fasen in fase zijn zorgt voor een retourprobleem. In een driefasig net zijn de 3 fasen 120° verschoven zodat hun som 0 is en er dus geen retourgeleider nodig is. Opdat er een homopolaire stroom zou kunnen vloeien in een driefasige belasting is het nodig dat het sterpunt aangesloten is. In dat geval zal er stroom in de neuter (nulgeleider) vloeien die drie maal de stroom van de fasen bedraagt. Indien het sterpunt niet is aangesloten is er geen retourpad voor de homopolaire component en zal de homopolaire stroom niet kunnen vloeien. Vergelijk met een enkelfasige belasting waarbij de retour niet is aangesloten; de spoelen komen wel op fasespanning wat meetbaar is maar er vloeit geen stroom. Indien de belasting in driehoek is aangesloten zullen alle hoekpunten van de driehoek gelijktijdig dezelfde spanning van de homopolaire component zien en zal er dus in de driehoek geen homopolaire stroom vloeien. De enige methode waarbij homopolaire fluxen in de machine zullen ontstaan is indien de voedingskant aangesloten is in ster met verbonden sterpunt. Bij een transformator kan de homopolaire flux ook van de secondaire komen.

## Inverse component ofnegative-sequent
Draait andersom dus met de wijzers van de klok mee. De inverse componenten zijn van harmonische 3n+2 dus 5, 11, 17, 23, ...

## Invloed van de symmetrische componenten op een motor
De rotorsnelheid wordt bepaald door het aantal poolparen en de hoeksnelheid van de grondfrequentie. Een harmonische normale component die een grotere snelheid heeft dan de grondfrequentie zal zijn elektrische energie niet in mechanische energie kunnen omzetten wat volledig resulteert in warmte. Eenharmonische inverse component zal een invers draaiveld opwekken wat het nuttige koppel vermindert maar uiteindelijk zal de rotor nooit draaien aan de door de harmonische opgelegde snelheid en zal ook de elektrische energie van de inverse harmonische volledig omgezet worden in warmteverliezen. De homopolaire component heeft de meeste invloed omdat ze overal in fase zijn. Zo zal de flux in het blikpakket ook overal in fase zijn en zoekt de homopolaire flux een pad om de veldlijnen te sluiten. Dit zal een flux-pad zijn dat niet door het kernblik maar door magnetisch geleidend materiaal gaat zoals de as, lagers, collector en de behuizing van de motor. Hierdoor zullen as, lagers en behuizing extra opwarmen en problemen veroorzaken.

## Invloed van de symmetrische componenten op een transformator
De directe en inverse componenten kunnen ongestoord door de transformator getransformeerd worden. Hogere frequenties zorgen wel voor snellere verzadiging van het magnetisch blik (evenredig met de frequentie) maar aangezien hun aandeel toch sterk afneemt met toenemende frequentie zorgen bij normale toepassingen deze componenten niet voor problemen in een transformator.
Anders is het met de homopolaire componenten gesteld. In een driefasentransformator met driepootskern zullen de veldlijnen van de drie homopolaire fluxen die in fase zijn van bijvoorbeeld onderjuk naar bovenjuk gesloten moeten worden door het deksel, de kuipwand en de bodem van de transformator. Dit houdt in dat de homopolaire component in een transformator met driepootskern sterk gedempt wordt door de grote magnetische weerstand van de olie. Het magnetische pad is verre van ideaal dus worden de homopolaire fluxen gedempt.

## Websites
- www.phasetophase.nl De 3e harmonische.pdf
- www.phasetophase.nl methode van de symmetrische componenten.pdf